# بوریس پاولوف (سوارکار)
بوریس پاولوف (انگلیسی: Boris Pavlov؛ زادهٔ ۱۵ آوریل ۱۹۴۶) سوارکار اهل بلغارستان بود. وی در بازی‌های المپیک تابستانی ۱۹۸۰ شرکت کرده‌است.